# AREX
Az AREX (hangul: 인천국제공항철도, Incshon Kukcse Konghangcsholdo, RR: Incheon Gukje Gonghangcheoldo) a szöuli metró vonala, melyet a Korail Airport Railroad üzemeltet. A vonal Szöul belső negyedeit köti össze az incshoni (incheoni) és a kimphoi (gimpoi) repülőtérrel. Az AREX hagyományos, minden állomáson megálló járatai mellett expresszvonatokat is üzemeltet, utóbbiak az incshoni (incheoni) repülőtértől indulva csak a végállomáson, a Szöul állomáson állnak meg. Ezt az utat a vonat 43 perc alatt teszi meg.

## Története

### 1. fázis
A vonal építési tervét 1998 júliusában jelentették be, akkor még IREX néven. Ez volt Dél-Korea első BOT finanszírozási modellben készülő projektje. A koncessziót egy 11 koreai cégből állú konzorcium nyerte meg 2001-ben, melynek neve Incheon International Airport Railroad Company (Iiarco)  volt. A fő részvényesei a Hyundai (27%), a POSCO (11,9%), a Daelim (10%), a Dongbu (10%) és a Korail (9,9%) voltak.
Az építkezés végül 2001-ben kezdődött meg, az incshoni (incheoni) repülőtér megnyitását követően. A vonal mintegy 60% föld alatt fut, majd a Jongdzsong (Yeongjeong) híd – mely egy kombinált közúti-vasúti híd – alsó részén éri el a Jongdzsong (Yeongjeong) szigetet, ahol a repülőtér található. Az Iiarco mintegy 400 millió euró értékben kötött szerződést az Incheon Korean French Consortiummal (IKFC) a projekt vezetésére és a vonatok szállítására. A cég tagjai közé tartozott az Alstom és koreai leányvállalata, az Eukorail, valamint a vonatok gyártásával foglalkozó Hyundai Rotem.
2006 júniusában a vonalat és az üzemeltető társaságot AREX névre nevezték át. Az első, 37,6 km hosszú, az incshoni (incheoni) és a kimphói (gimphói) repülőtér közötti szakaszt 2007. március 23-án adták át.
2009 márciusában a Korail megszerezte a cég 88,8%-át, majd novemberben Korail Airport Railroadra változtatta a vállalat nevét.

### 2. fázis
A második fázisban épült meg a kimphói (gimpói) repülőtértől Szöul állomásig tartó szakasz, mely 58 kilométerre növelte a vonal hosszát. A depóval együtt a vonal teljes hossza 61,7 km. A föld alatti vonal a Han folyónál a felszínen folytatódik, ahol is a Magok vasúti hídon keresztül szeli át a folyót. A második szakaszt 2010. december 29-én adták át, Kondok (Gondeok) állomás kivételével, amit eredetileg 2011 elején terveztek megnyitni, végül azonban novemberben került átadásra.

## Állomások
| Állomás száma | Neve átírva                                 | Hangul            | Handzsa           | Vonattípus | Vonattípus | Átszállás                                                    | Távolság (km) | Teljes távolság | Hely                       | Hely              |
| Állomás száma | Neve átírva                                 | Hangul            | Handzsa           | Szem. 일반 | Exp. 직통  | Átszállás                                                    | Távolság (km) | Teljes távolság | Hely                       | Hely              |
|               |                                             |                   |                   |            |            |                                                              |               |                 |                            |                   |
| A01           | Szöul                                       | 서울              | 서울              | ◉          | ◉          | 1-es vonal 4-es vonal Kjongi–Csungang (Gyeongui–Jungang) KTX | -             | 0,0             | Jongszan-ku (Yongsan-gu)   | Szöul             |
| A02           | Kongdok (Gongdeok)                          | 공덕              | 孔德              | ◉          | ↕          | 5-ös vonal 6-os vonal Kjongi–Csungang (Gyeongui–Jungang)     | 3,3           | 3,3             | Mapho-ku (Mapo-gu)         | Szöul             |
| A03           | Hongik Egyetem                              | 홍대입구          | 弘大入口          | ◉          | ↕          | 2-es vonal Kjongi–Csungang (Gyeongui–Jungang)                | 2,8           | 6,1             | Mapho-ku (Mapo-gu)         | Szöul             |
| A04           | Digital Media City                          | 디지털 미디어시티 | 디지털 미디어시티 | ◉          | ↕          | 6-os vonal Kjongi–Csungang (Gyeongui–Jungang)                | 3,4           | 9,5             | Unphjong-ku (Eunpyeong-gu) | Szöul             |
| A042          | Magongnaru                                  | 마곡나루          | 麻谷나루          | ↕          | ↕          | 9-es vonal                                                   | 8,6           | 18,1            | Kangszo-ku (Gangseo-gu)    | Szöul             |
| A05           | Kimphói (Gimpói) repülőtér                  | 김포공항          | 金浦空港          | ◉          | ↕          | 5-ös vonal 9-es vonal                                        | 10,9          | 20,4            | Kangszo-ku (Gangseo-gu)    | Szöul             |
| A06           | Kjejang (Gyeyang)                           | 계양              | 桂陽              | ◉          | ↕          | Incshon (Incheon) 1                                          | 6,6           | 27,0            | Kjejang-ku (Gyeyang-gu)    | Incshon (Incheon) |
| A07           | Komam (Geomam)                              | 검암              | 黔岩              | ◉          | ↕          | Incshon (Incheon) 2 KTX                                      | 5,5           | 32,5            | Szo-ku (Seo-gu)            | Incshon (Incheon) |
| A071          | Cheongna International City                 | 청라국제도시      | 靑蘿國際都市      | ◉          | ↕          |                                                              | 4,8           | 37,3            | Szo-ku (Seo-gu)            | Incshon (Incheon) |
| A072          | 'Jongdzsong (Yeongjong)                     | 영종              | 永宗              | ↕          | ↕          |                                                              | 10,3          | 47,6            | Csung-ku (Jung-gu)         | Incshon (Incheon) |
| A08           | Unszo (Unseo)                               | 운서              | 雲西              | ◉          | ↕          |                                                              | 13,8          | 51,1            | Csung-ku (Jung-gu)         | Incshon (Incheon) |
| A09           | Incshoni (Incheoni) repülőtér teherterminál | 공항화물청사      | 空港貨物廳舍      | ◉          | ↕          |                                                              | 4,3           | 55,4            | Csung-ku (Jung-gu)         | Incshon (Incheon) |
| A10           | Incshoni repülőtér 1                        | 인천공항1터미널   | 仁川空港1터미널   | ◉          | ◉          | KTX Incshoni maglev                                          | 2,6           | 58,0            | Csung-ku (Jung-gu)         | Incshon (Incheon) |
| A11           | Incshoni repülőtér 2                        | 인천공항2터미널   | 仁川空港2터미널   | ◉          | ◉          |                                                              | 5,8           | 63,8            | Csung-ku (Jung-gu)         | Incshon (Incheon) |
|               | Jongju (Yongyu)                             | 용유              | 龍遊              |            |            | Incshoni maglev                                              | 3,7           | 61,7            | Csung-ku (Jung-gu)         | Incshon (Incheon) |
|               |                                             |                   |                   |            |            |                                                              |               |                 |                            |                   |

## Fordítás
- Ez a szócikk részben vagy egészben  az   AREX című angol Wikipédia-szócikk ezen változatának fordításán alapul.  Az eredeti cikk szerkesztőit annak laptörténete sorolja fel. Ez a jelzés csupán a megfogalmazás eredetét és a szerzői jogokat jelzi, nem szolgál a cikkben szereplő információk forrásmegjelöléseként.